# Miss Lorraine
 (avril 2023).
Si vous disposez d'ouvrages ou d'articles de référence ou si vous connaissez des sites web de qualité traitant du thème abordé ici, merci de compléter l'article en donnant les références utiles à sa vérifiabilité et en les liant à la section « Notes et références ».
Miss Lorraine est un concours de beauté annuel concernant les jeunes femmes de Lorraine. Il est qualificatif pour l'élection de Miss France, retransmise en direct sur la chaîne TF1, en décembre, chaque année.
Trois Miss Lorraine ont été couronnées Miss France : Isabelle Krumacker (Miss France 1973), Sophie Perin (Miss France 1975 et Miss International 1976) et Sophie Thalmann (Miss France 1998).

## Histoire
Depuis le 9 juin 2010, Miss Lorraine est une marque déposée par la société Miss France SAS (à travers la compagnie Endemol France). De mai 2010 jusqu'en 2015, Ludovic Faroult est le délégué régional Miss Lorraine pour Miss France. Il est destitué car il est accusé de harcèlement auprès de candidates. Sylvie Tellier fait appel au comité Miss Bourgogne pour organiser l'élection et pour encadrer la nouvelle Miss Lorraine jusqu'à l'élection de Miss France 2016.

## Élections locales qualificatives
- Miss Hayange ;
- Miss Meurthe-et-Moselle ;
- Miss Moselle ;
- Miss Vosges.

## Synthèse des résultats
- Miss France : Isabelle Krumacker (1972), Sophie Perin (1974), Sophie Thalmann (1997) ;
- 1re dauphine : Monique Lefebvre (1955), Cynthia Tévéré (2004), Camille Chéyère (2008) ;
- 2e dauphine : Norma Klein (1969) ;
- 4e dauphine : Carine Humblot (1986)[Note 1], Justine Kamara (2016) ;
- 6e dauphine : Marylène Bergmann (1975), Sarah Aoutar (2022).
- Top 12 puis 15: Florence Rose (1987); Betty Pierre (1991); Sandra Thiringer (2001); Emma Virtz (2018); Marine Sauvage (2021); Assia Roosz-Tomenti (2024)

## Les Miss
Note : Toutes les données ne sont pas encore connues.
| Année | Nom                  | Âge    | Taille | Résidence                    | Classement local/régional                                                 | Classement à Miss France | Autres |
| ----- | -------------------- | ------ | ------ | ---------------------------- | ------------------------------------------------------------------------- | --- | --- |
| 1955  | Monique Lefebvre     |        |        |                              |                                                                           | 1re dauphine de Miss France 1956.                                                                                              | |
| 1962  | Liliane Collinet     |        |        |                              |                                                                           | | |
| 1964  | Sylvie Reichert      |        |        |                              |                                                                           | | |
| 1969  | Norma Klein          |        |        |                              | Miss Meuse 1969                                                           | 2e dauphine de Miss France 1970                                                                                                | |
| 1970  | Murielle Jacquot     |        |        |                              |                                                                           | | Prix du sourire à l'élection de Miss France 1971 |
| 1972  | Isabelle Krumacker   | 16 ans |        | Troisfontaines               |                                                                           | Miss France 1973 | Finaliste à Miss International 1975 |
| 1974  | Sonia "Sophie" Perin | 17 ans |        | Talange                      |                                                                           | Miss France 1975 | Miss International 1976 |
| 1975  | Marylène Bergmann    | 18 ans |        | Verdun                       |                                                                           | 6e dauphine de Miss France 1976                                                                                                | |
| 1976  | Jacqueline Bayer     |        |        |                              |                                                                           | | |
| 1977  | Dominique Trotot     |        |        |                              |                                                                           | | |
| 1978  | Myriam Moingeon      |        |        |                              |                                                                           | | |
| 1979  | Valérie Kohler       |        |        |                              |                                                                           | | Prix de la Sympathie à l'élection de Miss France 1980 |
| 1981  | Valérie Wucher       |        |        |                              | Miss Moselle 1980                                                         | | |
| 1982  | Sylvie Thieblemont   |        |        | Saint-Mihiel                 | Miss Meuse 1980                                                           | | |
| 1985  | Aline Zuzek          |        |        |                              | Miss Moselle 1984                                                         | | |
| 1986  | Flore Skoracki       |        |        |                              | Miss Moselle 1985                                                         | Ne participe pas | Destituée de son titre, le titre revient à sa 1re dauphine Carine Humblot, Miss Meurthe-et-Moselle 1985 |
| 1986  | Carine Humblot       |        |        |                              | Miss Meurthe-et-Moselle 1985                                              | 4e dauphine de Miss France 1987 (sur le choix de Geneviève de Fontenay à la suite de la démission de l'élue en direct sur FR3) | Récupère le titre à la suite de la destitution de Flore Skoracki 5e dauphine à l'élection Miss Wonderland 1987                                                                                               |
| 1987  | Florence Rose        |        |        |                              | Miss Meurthe-et-Moselle 1986                                              | Figure parmi les 12 demi-finalistes à l'élection de Miss France 1988                                                           | |
| 1988  | Marylin Kasel        |        |        |                              | Miss Meurthe-et-Moselle 1987                                              | | |
| 1989  | Gabrielle Hauss      |        |        |                              | Miss Moselle 1988                                                         | | |
| 1990  | Véronique Mangenot   |        |        |                              | Miss Meuse 1989                                                           | | |
| 1991  | Betty Pierre         |        |        |                              | Miss Meuse 1990                                                           | Figure parmi les 12 demi-finalistes à l'élection de Miss France 1992                                                           | Reine de la Mirabelle 1991 |
| 1992  | Cécile Bolis         | 19 ans |        |                              | Miss Meurthe-et-Moselle 1991                                              | | |
| 1993  | Karine Gautier       |        | 1,71 m |                              | Miss Moselle 1992                                                         | | |
| 1994  | Sandrine Zannoni     |        |        |                              | Miss Meurthe-et-Moselle 1993                                              | | |
| 1995  | Estelle Kuntz        | 19 ans |        | Manom                        |                                                                           | | |
| 1996  | Manuela Pereira      | 21 ans | 1,76 m | Jezainville                  | Miss Meurthe-et-Moselle 1995                                              | | |
| 1997  | Sophie Thalmann      | 21 ans | 1,80 m | Bar-le-Duc                   | Miss Meuse 1996 ; 1re dauphine de Miss Lorraine 1996                      | Miss France 1998 | Miss Universe France 1998 ; Animatrice sur Equidia |
| 1998  | Karine Meier         | 18 ans | 1,84 m |                              | Miss Meurthe-et-Moselle 1997                                              | | Destituée de son titre de Miss Lorraine après sa participation à Miss France, le titre revient à sa 1re dauphine Virginie Henry, Miss Meuse 1997. Représentante de la France à l'élection de Miss Monde 2000 |
| 1998  | Virginie Henry       |        |        |                              | Miss Meuse 1997                                                           | Ne participe pas | Récupère le titre à la suite de la destitution de Karine Meier. |
| 1999  | Audrey Christophe    | 19 ans | 1,72 m |                              | Miss Vosges 1999                                                          | | |
| 2000  | Aurélie Peter        |        |        | Saint-Étienne-lès-Remiremont | Miss Vosges 1998                                                          | | |
| 2001  | Sandra Thiringer     | 20 ans | 1,76 m |                              | Miss Moselle 1999                                                         | Figure parmi les 12 demi-finalistes à l'élection de Miss France 2002                                                           | |
| 2002  | Lætitia Ambiehl      |        |        | Gandrange                    | Miss Moselle 2001                                                         | | |
| 2003  | Marielle Masson      |        |        |                              | Miss Moselle 2003                                                         | | Prix de la Culture Louis-de-Fontenay à l'élection de Miss France 2004 |
| 2004  | Cynthia Tévéré       | 20 ans | 1,83 m |                              | Miss Moselle 2004                                                         | 1re dauphine de Miss France 2005                                                                                               | Représentante de la France à Miss International 2005 où elle intègre le Top 12 |
| 2005  | Béatrice Thiery      | 19 ans | 1,76 m | Jarny                        | Miss Meurthe-et-Moselle 2005                                              | | Prix du plus beau sourire Garel à l'élection de Miss France 2006 |
| 2006  | Anaïs Piquée         | 19 ans | 1,80 m | Épinal                       | Miss Vosges 2006                                                          | | Prix du défilé Ugo Zaldi à l'élection de Miss France 2007 |
| 2007  | Aurélie Charlier     | 21 ans | 1,74 m | Homécourt                    |                                                                           | | Reine de la mirabelle 2007 |
| 2008  | Camille Chéyère      | 21 ans | 1,79 m | Thionville                   | Miss Moselle 2007 ; Miss Saint-Avold 2007                                 | 1re dauphine de Miss France 2009                                                                                               | 1re dauphine Miss Tourism World 2007, Miss rose, reine des fraises 2007, reine de la mirabelle 2008 |
| 2009  | Marina Garau         | 22 ans | 1,74 m | Bouzonville                  | Miss Moselle 2009                                                         | | Prix du plus beau Regard Atol à l'élection de Miss France 2010 |
| 2010  | Maëva Pax            | 19 ans | 1,70 m | Sarreinsming                 | Miss Moselle 2010                                                         | | Prix de la Photogénie à l'élection de Miss France 2011 |
| 2011  | Maud Pisa            | 21 ans | 1,77 m | Ham-sous-Varsberg            | Miss Moselle 2011                                                         | | |
| 2012  | Divanna Pljevalcic   | 20 ans | 1,72 m | Saint-Avold                  | 1re dauphine de Miss Lorraine 2011                                        | | |
| 2013  | Charline Keck        | 19 ans | 1,79 m | Vigy                         | 2e dauphine de Miss Moselle 2013                                          | | |
| 2014  | Charlène Lallemand   | 18 ans | 1,74 m | Chantraine                   | 1re dauphine de Miss Vosges 2014                                          | | |
| 2015  | Jessica Molle        | 18 ans | 1,70 m | Corny-sur-Moselle            | 1re dauphine de Miss Moselle 2015                                         | | |
| 2016  | Justine Kamara       | 20 ans | 1,72 m | Dombasle-sur-Meurthe         | 1re dauphine de Miss Lorraine 2015 ; Miss Meurthe-et-Moselle 2016         | 4e dauphine de Miss France 2017                                                                                                | |
| 2017  | Cloé Cirelli         | 21 ans | 1,72 m | Amanvillers                  | 1re dauphine de Miss Moselle 2016 ; 2e dauphine de Miss Lorraine 2016     | | Prix du Costume régional à l'élection de Miss France 2018 |
| 2018  | Emma Virtz           | 21 ans | 1,72 m | Villers-lès-Nancy            | Miss Meurthe-et-Moselle 2017 ; 2e dauphine de Miss Lorraine 2017          | Figure parmi les 12 finalistes de l'élection Miss France 2019 et termine 10e                                                   | |
| 2019  | Ilona Robelin        | 18 ans | 1,80 m | Montenoy                     | Miss Meurthe-et-Moselle 2019                                              | | Prix de l'Élégance à Miss France 2020 |
| 2020  | Diane Febvay         | 19 ans | 1,78 m | Piblange                     |                                                                           | | Prix de la sympathie à Miss France 2021 |
| 2021  | Marine Sauvage       | 23 ans | 1,75 m | Ars-sur-Moselle              | Miss Moselle 2019 ; 3e dauphine de Miss Lorraine 2019                     | Figure parmi les 15 finalistes de l'élection Miss France 2022 et termine 11e                                                   | |
| 2022  | Sarah Aoutar         | 26 ans | 1,73 m | Thionville                   | Miss Prestige Lorraine 2016 ; 1re dauphine de Miss Prestige National 2016 | 6e dauphine de Miss France 2023                                                                                                | |
| 2023  | Angéline Aron-Clauss | 26 ans | 1,70 m | Hilbesheim                   | 1re dauphine de Miss Moselle 2023                                         | | [ 5 ] |
| 2024  | Assia Roosz-Tomenti  | 25 ans | 1,86 m | Villerupt                    | 1re dauphine de Miss Meurthe et Moselle 2024                              | Figure parmi les 15 finalistes de l'élection Miss France 2025 et termine 9e                                                    | |

### Galerie

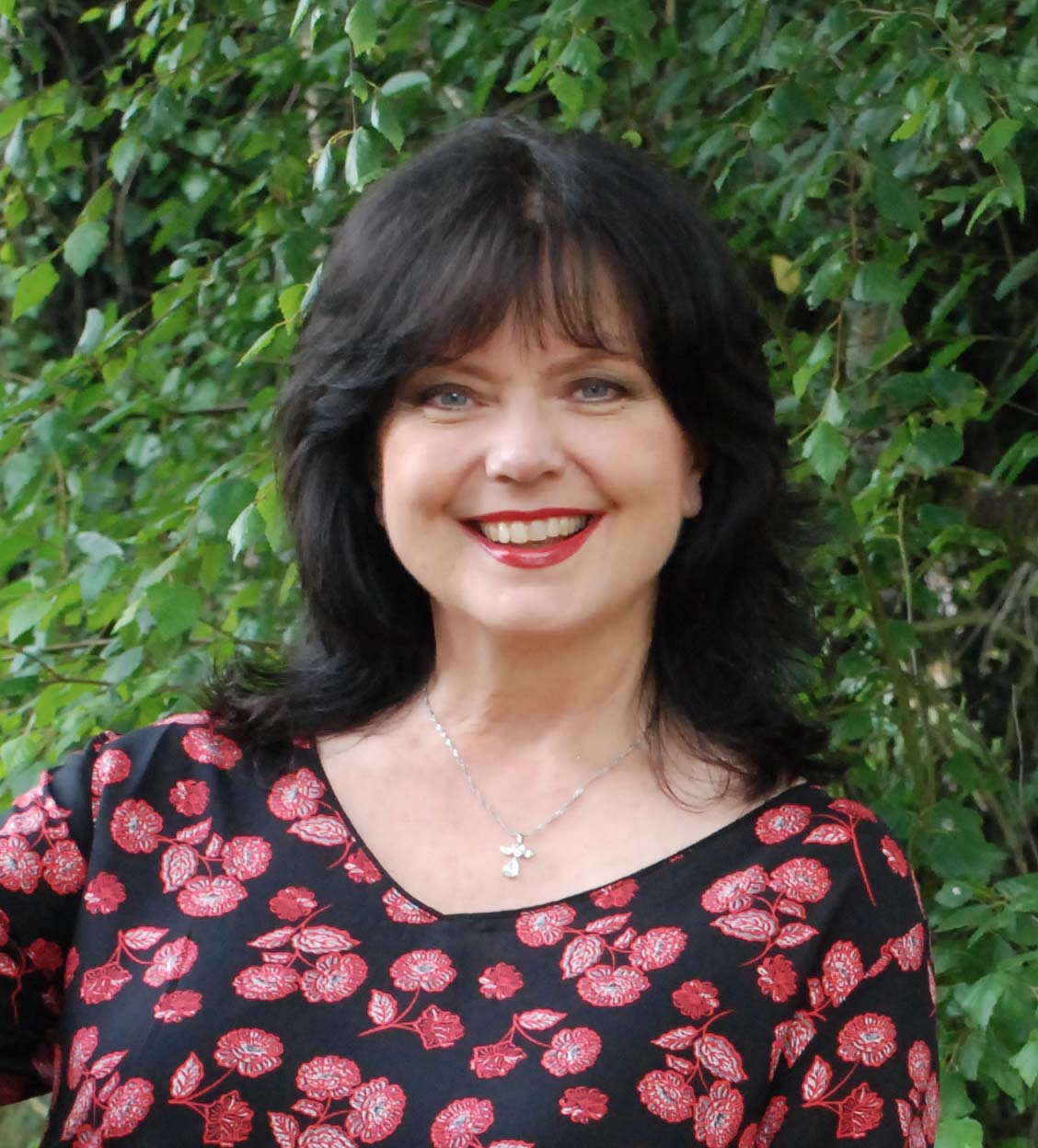
Marylène Bergmann, Miss Moselle 1975.
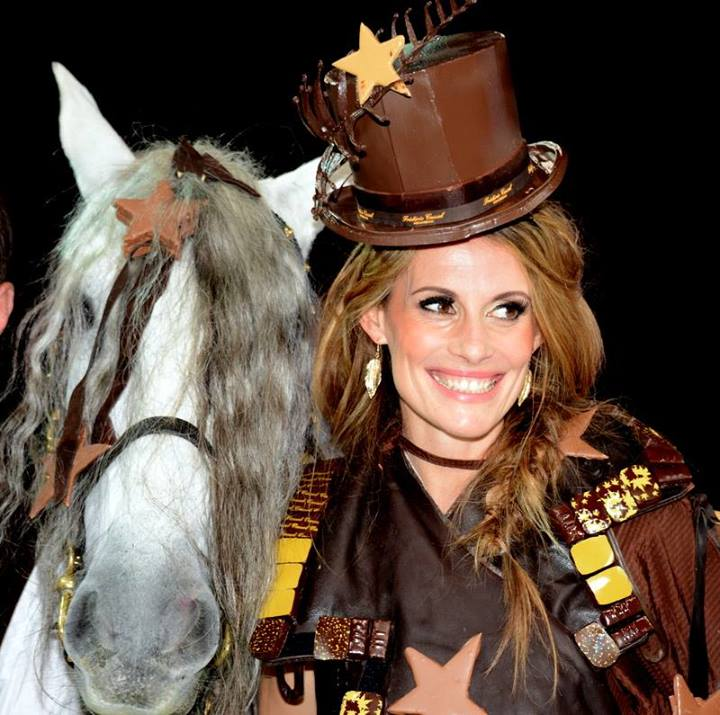
Sophie Thalmann, Miss Meuse 1996, Miss Lorraine 1997 et Miss France 1998.

## Palmarès par département depuis 2010
- Moselle : 2010, 2011, 2012, 2013, 2015, 2017, 2020, 2021, 2022, 2023 (10)

- Meurthe-et-Moselle : 2016, 2018, 2019, 2024 (4)

- Vosges : 2014 (1)

- Meuse : (0)

## Palmarès à l’élection Miss France depuis 2000
- 1re dauphine : 2005, 2009
- 2e dauphine :
- 3e dauphine :
- 4e dauphine : 2017
- 5e dauphine :
- 6e dauphine : 2023
- Top 12 puis 15 : 2002, 2019, 2022, 2025
- Classement des régions pour les 10 dernières élections (Miss France 2015 à 2024) : 15e sur 30[Note 2].

## À retenir
- Meilleur classement de ces 10 dernières années : Justine Kamara, 4e dauphine de Miss France 2017.

- Dernier classement réalisé : Assia Roosz-Tomenti, demi-finaliste de Miss France 2025.

- Dernière Miss France : Sophie Thalmann, élue Miss France 1998.